# Chuông Quy Điền
Chuông Quy Điền (chuông ruộng rùa) là một quả chuông được xếp vào An Nam tứ đại khí, bảo vật của Đại Việt thời Lý.
Chuông Quy Điền được đúc trong lần sửa lại chùa Diên Hựu (chùa Một Cột, Hà Nội) vào tháng 2 năm Canh Thân, đời Lý Nhân Tông. Để đúc quả chuông này, vua Lý Nhân Tông đã cho sử dụng đến 12.000 cân đồng (tương đương với 7,3 tấn đồng bây giờ). Chuông đúc xong, đánh không kêu, nhưng cho rằng nó đã thành khí, không nên tiêu hủy, nhà vua bèn sai người vần ra khu ruộng sau chùa. Vì khu ruộng này thấp trũng, có nhiều rùa đến ở, nên có tên là Quy Điền (ruộng rùa), nhân đó gọi chuông là chuông Quy Điền (theo Nguyễn Văn Tân, tác giả Từ điển địa danh lịch sử văn hóa Việt Nam thì lúc đầu chuông có tên là Giác Thế. Đúc xong, vì quá nặng không có chỗ treo, buộc phải để úp xuống đất và sau khi được vần ra ruộng Rùa, thì có tên là Quy Điền nhân đó gọi chuông là chuông Quy Điền). Tháng 10 năm Bính Ngọ, chuông Quy Điền đã bị Vương Thông (nhà Minh) cho phá hủy để chế súng đạn, hỏa khí và làm kiếm.
Sách Đại Việt sử ký toàn thư có chép:
| “                                                                  | Canh Thân, Anh Vũ Chiêu Thắng năm thứ 5 [1080], (Tống Nguyên Phong năm thứ 31). Mùa xuân, tháng 2, đúc chuông lớn cho chùa Diên Hựu. Chuông đúc xong, đánh không kêu, nhưng cho rằng nó đã thành khí, không nên tiêu hủy, bèn đem bỏ ở Quy Điền [ruộng rùa] của chùa. Ruộng ấy, thấp ướt, có nhiều rùa, người bấy giờ gọi là chuông Quy Điền. | ” |
| — Đại Việt Sử Ký Bản Kỷ Toàn Thư, Quyển III, Kỷ Nhân Tông Hoàng đế | |   |